# Anderson Leonardo
Anderson Leonardo, nome artístico de Anderson de Oliveira (Rio de Janeiro, 18 de agosto de 1972 – Rio de Janeiro, 26 de abril de 2024), também conhecido como Anderson Molejo, foi um cantor, compositor e instrumentista brasileiro. Tornou-se notório por ser integrante do grupo Molejo. Anderson teve uma carreira de mais de 30 anos.

## Biografia

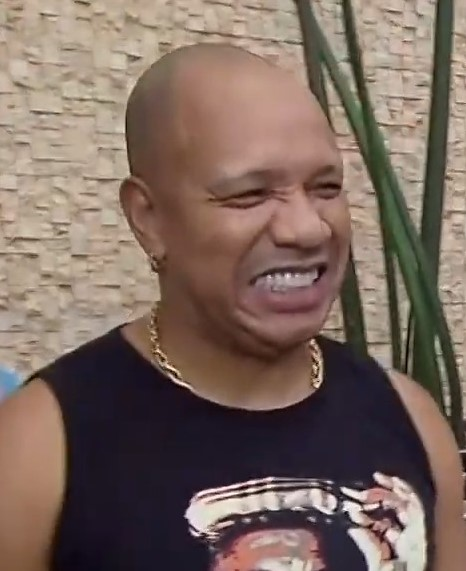
Anderson em 2022.

Anderson nasceu no Rio de Janeiro. Sobrinho da cantora Elza Soares, Leonardo Iniciou a carreira com 14 anos, ao se apresentar com Roberto Carlos em um especial da Globo. Ganhou fama na música no início da década de 1980, quando integrou o grupo Molejo, tornando-se uma referência no pagode.
O primeiro hit do Molejo na voz de Anderson veio com "Caçamba", música que integra o primeiro álbum, Grupo Molejo (1994). Após o sucesso da canção, outras melodias conquistaram o público como "Brincadeira de Criança", "Dança da Vassoura", "Cilada", "Paparico" e "Né Brinquedo Não", que são algumas das faixas mais conhecidas do grupo. Além de vocalista, também tocava cavaquinho e compunha.

## Vida pessoal
O cantor era casado com a administradora Paula Cardoso e deixou quatro filhos: Leozinho Bradock, Alissa, Rafael Phelipe e Alice. Anderson era sobrinho da cantora Elza Soares.

### Saúde
Em outubro de 2022, o músico foi diagnosticado com um câncer inguinal, na região da virilha, atingindo os testículos. Dois meses depois o cantor chegou a anunciar que estaria curado. No entanto, em maio do ano seguinte, o artista disse que teve de retomar o tratamento.
Em 2023 foi diagnosticado com embolia pulmonar, após uma internação por pneumonia no Rio de Janeiro.
No dia 27 de fevereiro de 2024 o cantor foi internado em um hospital privado do Rio de Janeiro, onde passou por imunoterapia e recebeu medicação para dor. Em 13 de março passou por um procedimento de bloqueio de plexo nervoso hipogástrico para dor, recebendo alta no dia 19. Contudo, em 24 de março, foi internado novamente após agravamento do seu quadro de saúde.

## Morte
No dia 26 de abril de 2024 faleceu no Hospital Unimed da Barra da Tijuca, no Rio de Janeiro, vítima de complicações do câncer.
O cantor foi sepultado no Cemitério Parque Jardim da Saudade em Sulacap, próximo ao túmulo da sua tia, a cantora Elza Soares.

## Controvérsias
Em 2021 Anderson foi acusado de estupro pelo cantor e dançarino MC Maylon. O crime teria acontecido no ano de 2020 na cidade do Rio de Janeiro. A assessoria do artista negou a acusação.
Em 2022, durante um podcast, a modelo Solange Gomes acusou o cantor de assédio no quadro televisivo Banheira do Gugu. De acordo com ela, a estrela do pagode a tocou e ela não se queixou à época por medo de perder o emprego. No entanto, a assessoria jurídica de Anderson Leonardo negou as alegações.

## Homenagens
No dia 5 de agosto de 2025, o prefeito Eduardo Paes deu o nome de "Rua Anderson Leonardo" a uma rua recém construída no bairro de Pedra de Guaratiba, na Zona Oeste do Rio de Janeiro.